# 江德藻
江德藻（509年—565年），字德藻，濟陽考城人，南北朝南梁、南陳官員和文學家。
江德藻的曾祖父江齊之是劉宋的都水使者、尚書金部郎；祖父江柔之南齊的尚書倉部郎，有孝行，因為母親逝世過度傷心而亡；父親江革則是南梁的度支尚書、光祿大夫。江德藻好學，善於寫文章；儀容英俊，身高七尺四寸；個性至孝，對親人盡禮；；與異母弟弟同居，情誼很深。他自南中郎將、武陵王蕭紀的行參軍起家；大司馬南平王蕭偉聽聞他的才華，就徵召為東閤祭酒；遷任安西將軍、湘東王蕭繹的王府外兵參軍，很快改授尚書比部郎，父親逝世時辭官。服喪完畢後，他容貌消瘦，好像還在服喪；任職安西將軍、武陵王蕭紀的記室，未就任。其後朝廷授與廬陵王蕭續記室參軍的職務，任職廷尉正，不久外任南兗州治中。陳霸先為司空、征北將軍，招引江德藻為府諮議、轉官中書侍郎、雲麾臨海王長史。梁朝陳國建立，拜任尚書吏部侍郎。
陳霸先受禪建立南陳，江德藻出任秘書監，兼尚書左丞，很快以本官兼中書舍人。天嘉二年（561年），兼散騎常侍，和中書郎劉師知出使北齊，寫下《北征道理記》三卷。還朝後，拜官太子中庶子，領任步兵校尉，隨即遷轉為御史中丞，因公事免任。及後朝廷拜江德藻為振遠將軍、通直散騎常侍。他自己要求管理一縣，於是獲補缺新喻縣令，行政仁愛有政績。天嘉六年（565年）在任內去世，虛歲五十七，陳文帝十分惋惜，贈散騎常侍，有文筆十五卷。他的兒子江椿也擅長文章，歷任太子庶子、尚書左丞。

## 引用
1. 1 2  《陳書·卷三十四·列傳第二十八》：江德藻字德藻，濟陽考城人也。祖柔之，齊尚書倉部郎中。父革，梁度支尚書、光祿大夫。德藻好學，善屬文。美風儀，身長七尺四寸。性至孝，事親盡禮。與異產昆弟居，恩惠甚篤。起家梁南中郎武陵王行參軍。大司馬南平王蕭偉聞其才，召為東閤祭酒。遷安西湘東王府外兵參軍，尋除尚書比部郎，以父憂去職。服闋之後，容貌毀瘠，如居喪時。除安西武陵王記室，不就。久之，授廬陵王記室參軍。除廷尉正，尋出為南兗州治中。及高祖為司空、征北將軍，引德藻為府諮議。轉中書侍郎，遷雲麾臨海王長史。陳臺建，拜尚書吏部侍郎。
2. 1 2  《南史·卷六十·列傳第五十》：江革字休映，濟陽考城人也。祖齊之，宋都水使者，尚書金部郎。父柔之，齊尚書倉部郎，有孝行，以母憂毀卒。……長子行敏早卒，次子德藻。德藻字德藻，好學，美風儀，身長七尺四寸。性至孝，事親盡禮。與異產昆弟居，恩惠甚篤。涉獵經籍，善屬文。仕梁為尚書比部郎，以父憂去職。服闋後，容貌毀瘠，如居喪時。
3. ↑  《陳書·卷三十四·列傳第二十八》：永高祖受禪，授祕書監，兼尚書左丞。尋以本官兼中書舍人。天嘉二年，兼散騎常侍，與中書郎劉師知使齊，著北征道理記三卷。還拜太子中庶子，領步兵校尉。頃之遷御史中丞，坐公事免。尋拜振遠將軍、通直散騎常侍。自求宰縣，出補新喻令，政尚恩惠，頗有異績。六年，卒於官，時年五十七。世祖甚悼惜之，詔贈散騎常侍。所著文筆十五卷。子椿，亦善屬文，歷太子庶子、尚書左丞。
4. ↑  《南史·卷七十二·列傳第六十二》：及陳武帝受禪，為秘書監，兼尚書左丞。尋以本官兼中書舍人。天嘉中，兼散騎常侍，與中書郎劉師知使齊，著北征道里記三卷。還除太子中庶子。遷御史中丞，坐公事免。後自求宰縣，補新渝令。政尚恩惠，頗有異績。卒于官，文帝贈散騎常侍。文筆十五卷。子椿亦善屬文，位尚書右丞。

## 延伸阅读
[在维基数据编辑]
 《陳書·卷34》，出自姚思廉《陳書》